# Stazione di Komaba-Tōdaimae
La stazione di Komaba-Tōdaimae (駒場東大前駅?, Komaba-Tōdaimae-eki) è una stazione ferroviaria di Tokyo, situata nel quartiere di Meguro. Essa serve la Inokashira della Keiō Corporation e presso la stazione si trova il campus di Komaba dell'Università di Tokyo.

## Linee
- Keiō Corporation
  - ● Linea Keiō Inokashira

## Struttura
La stazione è dotata di 2 binari con un marciapiede a isola centrale. Il fabbricato viaggiatori è sopraelevato, com binari a livello del terreno, e ospita un panificio, una libreria e un ristorante italiano.
| 1-2 | ■ Linea Inokashira | per Shimo-Kitazawa, Meidaimae, Eifukuchō, stazione di Kichijōji |
| 3-4 | ■ Linea Inokashira | per Shibuya                                                     |

## Stazioni adiacenti
| «                    | Servizio         | »                |
| Linea Inokashira     | Linea Inokashira | Linea Inokashira |
| -------------------- | ---------------- | ---------------- |
| Shinsen              | Locale           | Ikenoue          |
| L'Espresso non ferma |                  |                  |